# 克拉底魯篇
《克拉底魯篇》是柏拉圖的一篇對話作品，普遍認爲屬於其中期作品。這一對話的主題是關於命名的起源，文中克拉底魯所代表的一派觀點認爲名有正與誤的區別：正名與其所命名之物相符合，而不正之名則與所命名之物不符；與之相對的另一派觀點由赫爾墨革涅斯代表，認爲所有名稱的由來都是約定俗成，沒有所謂正誤。蘇格拉底受此二人相托，介入進他們的辯論，然而經過一番討論後，蘇格拉底最終得出了他著名的結論：哲學應當是對事物自身而不是對語言的研究，並以此同時否定了兩人的論點。